# Gilles De Wilde (wielrenner)
Gilles De Wilde (12 oktober 1999) is een Belgische wielrenner die als beroepsrenner uit kwam voor Sport Vlaanderen-Baloise.

## Overwinningen
2022
Bergklassement Boucles de la Mayenne
Memorial Fred De Bruyne

## Resultaten in voornaamste wedstrijden
|      | \| Jaar \| Gent-Wevelgem \| Ronde van Vlaanderen \| Parijs-Roubaix \| Luik-Bast.‑Luik \| Waalse Pijl \| \| ---- \| ------------- \| -------------------- \| -------------- \| --------------- \| ----------- \| \| 2020 \| opgave \| opgave \| \| \| \| \| 2021 \| \| \| \| \| \| \| 2022 \| \| \| \| opgave \| 140e \| \| 2023 \| \| opgave \| 103e \| \| \| |                      |                |                 |             |
| Jaar | Gent-Wevelgem | Ronde van Vlaanderen | Parijs-Roubaix | Luik-Bast.‑Luik | Waalse Pijl |
| 2020 | opgave | opgave               |                |                 |             |
| 2021 | |                      |                |                 |             |
| 2022 | |                      |                | opgave          | 140e        |
| 2023 | | opgave               | 103e           |                 |             |

## Ploegen
- 2020 –  Sport Vlaanderen-Baloise
- 2021 –  Sport Vlaanderen-Baloise
- 2022 –  Topsport Vlaanderen-Baloise
- 2023 –  Team Flanders-Baloise
- 2024 –  Team Flanders-Baloise

Apers · Berckmoes · Bonneu · Braet · Colman · 
De Pestel · De Vylder · De Wilde · Dens · 
Fretin · Ghys · Herregodts · Hesters · Marit · Mertens · Reynders · Van Poucke · Van Rooy · Vanhoof · Verwilst · Weemaes
Apers · Berckmoes · Bonneu · Braet · Claeys · Clynhens · Colman · De Pestel · De Vylder · De Wilde · Dens · Fretin · Gerits · Hesters · Maris · Van Hemelen · Van Poucke · Vandenbranden · Vanhoof · Verwilst
Bonneu · Claeys · Clynhens · Colman · Craps · De Vylder · De Wilde · Dejaegher · Dens · Deweirdt · Gerits · Hesters · Maris · Van Hemelen · Van Poucke · Vandenbranden · Vandenstorme · Vandevelde · Vanhoof · Vercouillie